# The Bell Curve
The Bell Curve: Intelligence and Class Structure in American Life (en español, La curva de la campana: Inteligencia y estructura de clases en la vida estadounidense) es un libro de 1994 del psicólogo Richard J. Herrnstein y el politólogo Charles Murray, en el que los autores sostienen que la inteligencia humana está sustancialmente influenciada por factores tanto heredados como ambientales y que es mejor predictor de muchos resultados personales, incluidos los ingresos económicos, el desempeño laboral, el nacimiento fuera del matrimonio y la participación en la delincuencia, que el estado socioeconómico de los padres de un individuo. También argumentan que aquellos con alta inteligencia, la "élite cognitiva", se están separando de los de inteligencia promedio y por debajo del promedio, y que esta separación es una fuente de división social dentro de los Estados Unidos.
El libro ha sido, y sigue siendo, muy polémico, sobre todo cuando los autores discuten las supuestas conexiones entre raza e inteligencia y sugieren implicaciones políticas basadas en estas supuestas conexiones. Los autores afirmaban que las diferencias medias de coeficiente intelectual (CI) entre grupos raciales y étnicos son, al menos en parte, de origen genético, una opinión que ahora se considera desacreditada por la corriente científica general.Muchas de las referencias y fuentes utilizadas en el libro eran partidarias de la higiene racial, cuyas investigaciones fueron financiadas por la organización supremacista blanca Pioneer Fund.
Poco después de su publicación, muchas personas se manifestaron tanto en crítica como en defensa del libro. Se escribieron varios textos críticos en respuesta al mismo. Varias críticas se recopilaron en el libro The Bell Curve Debate.

## Sinopsis
The Bell Curve, publicado en 1994, fue escrito por Richard Herrnstein y Charles Murray para explicar las variaciones en la inteligencia en la sociedad estadounidense, advertir sobre algunas consecuencias de esa variación y proponer políticas sociales para mitigar la peor de las consecuencias. El título del libro proviene de la distribución normal en forma de campana de las puntuaciones del cociente intelectual (CI) en una población.

### Introducción
El libro comienza con una introducción que valora la historia del concepto de inteligencia desde Francis Galton hasta los tiempos modernos. La introducción de Spearman del factor general de inteligencia y otros avances tempranos en la investigación sobre inteligencia se discuten junto con una consideración de los vínculos entre las pruebas de inteligencia y la política racial. La década de 1960 se identifica como el período de la historia estadounidense en el que los problemas sociales se atribuían cada vez más a fuerzas ajenas al individuo. Este espíritu igualitario, argumentan Herrnstein y Murray, no puede adaptarse a las diferencias individuales de base biológica.
La introducción establece seis de las suposiciones de los autores, que afirman estar "más allá de una controversia técnica significativa":
1. Existe tal diferencia como factor general de capacidad cognitiva en el que se diferencian los seres humanos.
2. Todas las pruebas estandarizadas de aptitud o rendimiento académico miden este factor general hasta cierto punto, pero las pruebas de CI expresamente diseñadas para ese propósito lo miden con mayor precisión.
3. Los puntajes de CI coinciden, en un primer grado, con lo que sea que la gente quiera decir cuando usan la palabra inteligente o inteligente en el lenguaje ordinario.
4. Los puntajes de CI son estables, aunque no perfectamente, durante gran parte de la vida de una persona.
5. Las pruebas de coeficiente intelectual administradas correctamente no tienen un sesgo demostrable contra los grupos sociales, económicos, étnicos o raciales.
6. La capacidad cognitiva es sustancialmente hereditaria, aparentemente no menos del 40 por ciento y no más del 80 por ciento.

Al final de la introducción, los autores advierten al lector que no cometa la falacia ecológica de inferir cosas sobre individuos basándose en los datos agregados presentados en el libro. También afirman que la inteligencia es sólo uno de los muchos atributos humanos valiosos y uno cuya importancia entre las virtudes humanas está sobrevalorada.

### Parte I. El surgimiento de una élite cognitiva
En la primera parte del libro, Herrnstein y Murray trazan cómo se transformó la sociedad estadounidense en el siglo XX. Argumentan que Estados Unidos evolucionó de una sociedad donde el origen social determinaba en gran medida el estatus social de uno a una donde la capacidad cognitiva es el principal determinante del estatus. El crecimiento en la asistencia a la universidad, un reclutamiento más eficiente de la capacidad cognitiva y la clasificación de la capacidad cognitiva por parte de universidades selectivas se identifican como impulsores importantes de esta evolución. Se discute el aumento de la clasificación ocupacional por capacidad cognitiva. Se hace el argumento, basado en metanálisis publicados, de que la capacidad cognitiva es el mejor predictor de la productividad del trabajador.
Herrnstein y Murray argumentan que debido a los rendimientos crecientes de la capacidad cognitiva, se está formando una élite cognitiva en Estados Unidos. Esta élite se está volviendo más rica y progresivamente más segregada del resto de la sociedad.

### Parte II. Clases cognitivas y comportamiento social
La segunda parte describe cómo la capacidad cognitiva se relaciona con los comportamientos sociales: la alta capacidad predice el comportamiento socialmente deseable, la baja capacidad el comportamiento indeseable. Se argumenta que las diferencias grupales en los resultados sociales se explican mejor por las diferencias de inteligencia que por el estatus socioeconómico, una perspectiva, argumentan los autores, que se ha descuidado en la investigación.
Los análisis informados en esta parte del libro se realizaron utilizando datos de la Encuesta Nacional Longitudinal de la Experiencia del Mercado Laboral de los Jóvenes (NLSY), un estudio realizado por la Oficina de Estadísticas Laborales del Departamento de Trabajo de los Estados Unidos que rastrea a miles de estadounidenses a partir de la década de 1980. Solo los blancos no hispanos se incluyen en los análisis para demostrar que las relaciones entre la capacidad cognitiva y el comportamiento social no se basan en la raza o el origen étnico.
Herrnstein y Murray sostienen que la inteligencia es un mejor predictor de los resultados de los individuos que el estatus socioeconómico de los padres. Este argumento se basa en análisis en los que se muestra que los puntajes de CI de los individuos predicen mejor sus resultados como adultos que el estado socioeconómico de sus padres. Estos resultados se informan para muchos resultados, incluida la pobreza, la deserción escolar, el desempleo, el matrimonio, el divorcio, la ilegitimidad, la dependencia de la asistencia social, los delitos penales y la probabilidad de votar en las elecciones.
Todos los participantes del NLSY tomaron la Batería de Aptitud Vocacional de las Fuerzas Armadas (ASVAB), una batería de diez pruebas realizadas por todos los que solicitan ingresar a las fuerzas armadas. (Algunos habían tomado una prueba de CI en la escuela secundaria, y la correlación media de las puntuaciones de la Prueba de Calificación de las Fuerzas Armadas (AFQT) y las puntuaciones de la prueba de CI era .81). Posteriormente, se evaluó a los participantes para determinar los resultados sociales y económicos. En general, las puntuaciones de CI/AFQT fueron un mejor predictor de los resultados de la vida que los antecedentes de la clase social. De manera similar, después de controlar estadísticamente las diferencias en el CI, desaparecieron muchas diferencias de resultados entre los grupos raciales y étnicos.
| CI                                                                        | <75 | 75–90 | 90–110 | 110–125 | >125 |
| ------------------------------------------------------------------------- | --- | ----- | ------ | ------- | ---- |
| Distribución de la población de EE. UU.                                   | 5   | 20    | 50     | 20      | 5    |
| Casada o casado a los 30 años                                             | 72  | 81    | 81     | 72      | 67   |
| Fuera de la fuerza laboral más de 1 mes al año (hombres)                  | 22  | 19    | 15     | 14      | 10   |
| Desempleados más de 1 mes al año (hombres)                                | 12  | 10    | 7      | 7       | 2    |
| Divorciada o divorciado en 5 años                                         | 21  | 22    | 23     | 15      | 9    |
| % de niños con CI en el decil inferior (madres)                           | 39  | 17    | 6      | 7       | –    |
| Tuvo un bebé ilegítimo (madres)                                           | 32  | 17    | 8      | 4       | 2    |
| Vive en la pobreza                                                        | 30  | 16    | 6      | 3       | 2    |
| Alguna vez encarcelado (hombres)                                          | 7   | 7     | 3      | 1       | 0    |
| Receptor de bienestar crónico (madres)                                    | 31  | 17    | 8      | 2       | 0    |
| Deserción escolar                                                         | 55  | 35    | 6      | 0.4     | 0    |
| Obtuvo una puntuación de "Sí" en el "Índice de valores de la clase media" | 16  | 30    | 50     | 67      | 74   |

Los valores son el porcentaje de cada subpoblación de CI, solo entre los blancos no hispanos, que se ajustan a cada descriptor.
1. ↑  Según Herrnstein & Murray, el "Índice de valores de la clase media" tenía como objetivo "identificar entre la población de NLSY, en su edad adulta joven, cuando se calificó el índice, a aquellas personas que se llevan bien con sus vidas de maneras que se ajustan al estereotipo de clase media". Para obtener una calificación de "Sí" en el índice, un sujeto de NLSY tenía que cumplir con los cuatro criterios siguientes:
  - Recibió al menos un diploma de escuela secundaria
  - Nunca entrevistado mientras estaba encarcelado
  - Todavía casado con su primer cónyuge
  - Solo hombres: en la fuerza laboral, incluso si no están empleados
  - Solo mujeres: nunca dio a luz fuera del matrimonio

Se excluyeron del análisis las personas que nunca se habían casado y que cumplían con todos los demás componentes del índice, y los hombres que no estaban en la fuerza laboral en 1989 o 1990 debido a una discapacidad o que todavía estaban en la escuela.[8]

### Parte III. El contexto nacional
Esta parte del libro analiza las diferencias étnicas en la capacidad cognitiva y el comportamiento social. Herrnstein y Murray informan que los estadounidenses de origen asiático tienen un coeficiente intelectual medio más alto que los estadounidenses blancos, quienes a su vez superan a los estadounidenses de raza negra. El libro sostiene que la brecha entre blanco y negro no se debe al sesgo de las pruebas, y señala que las pruebas de CI no tienden a subestimar el desempeño escolar o laboral de las personas negras y que la brecha es mayor en los elementos de prueba aparente y culturalmente neutrales que en los artículos de mayor carga cultural. Los autores también señalan que el ajuste por estatus socioeconómico no elimina la brecha de CI entre negros y blancos. Sin embargo, argumentan que la brecha se está reduciendo.
Según Herrnstein y Murray, la alta heredabilidad del CI dentro de las razas no significa necesariamente que la causa de las diferencias entre razas sea genética. Por otro lado, discuten líneas de evidencia que se han utilizado para respaldar la tesis de que la brecha entre blanco y negro es al menos en parte genética, como la hipótesis de Spearman. También discuten posibles explicaciones ambientales de la brecha, como los aumentos generacionales observados en el CI, para lo que acuñan el término "efecto Flynn". Al final de esta discusión, escriben:

Si el lector está ahora convencido de que la explicación genética o ambiental ha ganado la exclusión de la otra, no hemos hecho un trabajo suficientemente bueno al presentar un lado o el otro. Nos parece muy probable que tanto los genes como el entorno tengan algo que ver con las diferencias raciales. ¿Cuál podría ser la mezcla? Somos decididamente agnósticos sobre ese tema; por lo que podemos determinar, la evidencia aún no justifica una estimación.

Los autores también enfatizan que independientemente de las causas de las diferencias, las personas no deben ser tratadas de manera diferente.
En la Parte III, los autores también repiten muchos de los análisis de la Parte II, pero ahora comparan a los blancos con los negros y los hispanos en el conjunto de datos del NLSY. Encuentran que después de controlar el CI, muchas diferencias en los resultados sociales entre razas disminuyen.
Los autores discuten la posibilidad de que las altas tasas de natalidad entre las personas con un CI más bajo puedan ejercer una presión a la baja sobre la distribución nacional de la capacidad cognitiva. Argumentan que la inmigración también puede tener un efecto similar.
Al final de la Parte III, Herrnstein y Murray discuten la relación del CI con los problemas sociales. Utilizando los datos del NLSY, argumentan que los problemas sociales son una función monótonamente decreciente del CI, en otras palabras, a puntuaciones más bajas del CI aumenta la frecuencia de los problemas sociales.

### Viviendo juntos
En este capítulo final, los autores discuten la relevancia de la capacidad cognitiva para comprender los principales problemas sociales en Estados Unidos.
Se revisa la evidencia de los intentos experimentales de aumentar la inteligencia. Los autores concluyen que actualmente no existen medios para impulsar la inteligencia en más de un modesto grado.
Los autores critican la "nivelación" de la educación general y secundaria y defienden la educación para superdotados. Ofrecen una visión general crítica de las políticas de acción afirmativa en universidades y lugares de trabajo, argumentando que su objetivo debe ser la igualdad de oportunidades en lugar de la igualdad de resultados.
Herrnstein y Murray ofrecen un retrato pesimista del futuro de Estados Unidos. Ellos predicen que una élite cognitiva se aislará aún más del resto de la sociedad, mientras que la calidad de vida se deteriorará para aquellos en la parte inferior de la escala cognitiva. Como antídoto a este pronóstico, ofrecen una visión de la sociedad donde se reconocen las diferencias en la capacidad y todos pueden tener un lugar valorado, destacando el papel de las comunidades locales y reglas morales claras que se aplican a todos.

### Recomendaciones de política
Herrnstein y Murray argumentaron que el CI genético promedio de los Estados Unidos está disminuyendo, debido a la tendencia de los más inteligentes a tener menos hijos que los menos inteligentes, la duración de la generación a ser más corta para los menos inteligentes y la inmigración a gran escala a Estados Unidos de aquellos países con poca inteligencia. Al discutir un posible resultado político futuro de una sociedad intelectualmente estratificada, los autores declararon que "temen que un nuevo tipo de conservadurismo se esté convirtiendo en la ideología dominante de los ricos, no en la tradición social de un Edmund Burke o en la tradición económica de un Adam Smith, sino 'conservadurismo' al estilo de América Latina, donde ser conservador a menudo ha significado hacer lo que sea necesario para preservar las mansiones en las colinas de la amenaza de los barrios bajos". Además, temen que el aumento del bienestar genere un "estado de custodia" en "una versión de alta tecnología y más lujosa de la reserva india para una minoría sustancial de la población de la nación". También predicen un aumento del totalitarismo: "Es difícil imaginar a Estados Unidos preservando su herencia de individualismo, igualdad de derechos ante la ley, personas libres que dirigen sus propias vidas, una vez que se acepta que una parte significativa de la población debe convertirse en custodia permanente de los estados".
Los autores recomendaron la eliminación de las políticas de bienestar que, según ellos, alientan a las mujeres pobres a tener bebés.

## Recepción de medios
The Bell Curve recibió mucha atención de los medios. El libro no se distribuyó por adelantado a los medios de comunicación, a excepción de algunos críticos seleccionados por Murray y el editor, que retrasaron las críticas más detalladas durante meses y años después de la publicación del libro. Stephen Jay Gould, revisando el libro en The New Yorker, dijo que el libro "no contiene nuevos argumentos y no presenta datos convincentes para respaldar su anacrónico darwinismo social" y dijo que los "autores omiten hechos, hacen un mal uso de los métodos estadísticos y parecen no querer admitir la consecuencia de sus propias palabras".
Un artículo de 1995 del escritor Jim Naureckas de Fairness and Accuracy in Reporting criticó la respuesta de los medios, diciendo que "Si bien muchas de estas discusiones incluyeron fuertes críticas al libro, los relatos de los medios mostraron una tendencia inquietante a aceptar las premisas y las pruebas de Murray y Herrnstein incluso mientras se debatían sus conclusiones".
Después de que los revisores tuvieron más tiempo para revisar la investigación y las conclusiones del libro, comienzan a aparecer críticas más significativas. Nicholas Lemann, escribiendo en Slate, dijo que las revisiones posteriores mostraron que el libro estaba "lleno de errores que van desde un razonamiento descuidado hasta citas erróneas de fuentes y errores matemáticos absolutos". Lemann dijo que "como era de esperar, todos los errores están en el dirección de apoyo a la tesis de los autores".

### Revisión por pares
Herrnstein y Murray no enviaron su trabajo a revisión por pares antes de su publicación, una omisión que muchos han considerado incompatible con su presentación como texto académico. Nicholas Lemann señaló que el libro no se distribuyó en galeradas, una práctica común para permitir que los críticos potenciales y los profesionales de los medios tengan la oportunidad de prepararse para la llegada del libro.

## Declaración "Mainstream Science on Intelligence"
Cincuenta y dos profesores, la mayoría de ellos investigadores en inteligencia y campos relacionados, firmaron "Mainstream Science on Intelligence", una declaración de opinión que respalda varias de las opiniones presentadas en The Bell Curve. La declaración fue escrita por la psicóloga Linda Gottfredson y publicada en The Wall Street Journal en 1994 y posteriormente reimpresa en Intelligence, una revista académica. De los 131 que fueron invitados por correo a firmar el documento, 100 respondieron, 52 aceptaron firmar y 48 rechazaron. Once de los 48 que se negaron a firmar afirmaron que la declaración o parte de ella no representaba la visión generalizada de la inteligencia.

### Informe del grupo de trabajo de la APA
En respuesta a la controversia en torno a The Bell Curve, la Junta de Asuntos Científicos de la Asociación Estadounidense de Psicología ("APA" en inglés) estableció un grupo de trabajo especial para publicar un informe de investigación centrado únicamente en la investigación presentada en el libro, no necesariamente en las recomendaciones de política que se hicieron.
Con respecto a las explicaciones de las diferencias raciales, el grupo de trabajo de la APA declaró:

Se desconoce la causa de ese diferencial; aparentemente no se debe a una simple forma de sesgo en el contenido o la administración de las pruebas en sí. El efecto Flynn muestra que los factores ambientales pueden producir diferencias de al menos esta magnitud, pero ese efecto es misterioso por derecho propio. Se han propuesto varias explicaciones basadas en la cultura del diferencial de CI entre negros y blancos; algunos son plausibles, pero hasta ahora ninguno ha sido respaldado de manera concluyente. Hay incluso menos apoyo empírico para una interpretación genética. En resumen, en la actualidad no se dispone de una explicación adecuada del diferencial entre las medias del CI de negros y blancos.

La revista de la APA que publicó la declaración, American Psychologist, publicó posteriormente once respuestas críticas en enero de 1997.

## Críticas
Muchas críticas se recogieron en el libro The Bell Curve Debate.

### Crítica de supuestos

#### Crítica de Stephen Jay Gould
Stephen Jay Gould escribió que "todo el argumento" de los autores de The Bell Curve se basa en cuatro suposiciones sobre inteligencia sin fundamento, y en su mayoría falsas:
1. La inteligencia debe reducirse a un solo número.
2. La inteligencia debe ser capaz de clasificar a las personas en un orden lineal.
3. La inteligencia debe tener una base fundamentalmente genética.
4. La inteligencia debe ser esencialmente inmutable.

En una entrevista de 1995 con Frank Miele de Skeptic, Murray negó haber hecho cada una de estas cuatro suposiciones.

#### Crítica de James Heckman
El economista ganador del Premio Nobel Conmemorativo de Economía James Heckman considera cuestionables dos suposiciones hechas en el libro: que g explica la correlación entre los puntajes de las pruebas y el desempeño en la sociedad, y que g no se puede manipular. El reanálisis de Heckman de la evidencia utilizada en The Bell Curve encontró contradicciones:
1. Los factores que explican los salarios reciben una ponderación diferente a los factores que explican los resultados de las pruebas. Se requiere más de g para explicar cualquiera.
2. Otros factores además de g contribuyen al desempeño social y pueden manipularse.[23]

En respuesta, Murray argumentó que se trataba de un hombre de paja y que el libro no argumenta que g o CI son totalmente inmutables o los únicos factores que afectan los resultados.
En una entrevista de 2005, Heckman elogió a The Bell Curve por romper "un tabú al mostrar que existían diferencias en la capacidad y predecir una variedad de resultados socioeconómicos" y por desempeñar "un papel muy importante al plantear el problema de las diferencias en la capacidad y su importancia" y declaró que era "un fan más grande de [The Bell Curve] de lo que piensas". Sin embargo, también sostuvo que Herrnstein y Murray sobrestimaron el papel de la herencia en la determinación de las diferencias de inteligencia.

#### Crítica de Noam Chomsky
En 1995, Noam Chomsky, uno de los fundadores del campo de la ciencia cognitiva, criticó directamente el libro y sus supuestos sobre el CI. Él está en desacuerdo con la idea de que el CI es 60% hereditario, argumentando que la "declaración no tiene sentido" porque la heredabilidad no tiene por qué ser genética. Chomsky da el ejemplo de mujeres que usan aretes:

Para tomar prestado un ejemplo de Ned Block, "hace algunos años, cuando solo las mujeres usaban aretes, la heredabilidad de tener un arete era alta porque las diferencias en si una persona tenía un arete se debían a una diferencia cromosómica, XX frente a XY". Nadie ha sugerido todavía que llevar pendientes o corbatas esté "en nuestros genes", un destino ineludible en el que el medio ambiente no puede influir, "condenando la noción liberal".

Continúa diciendo que casi no hay evidencia de un vínculo genético y una mayor evidencia de que los problemas ambientales son los que determinan las diferencias de CI.

### Crítica a los métodos estadísticos
Claude S. Fischer, Michael Hout, Martín Sánchez Jankowski, Samuel R. Lucas, Ann Swidler y Kim Voss en el libro Inequality by Design recalcularon el efecto del estatus socioeconómico, utilizando las mismas variables que The Bell Curve, pero ponderándolas de manera diferente. Descubrieron que si se ajustan los puntajes de CI, como hicieron Herrnstein y Murray, para eliminar el efecto de la educación, la capacidad del coeficiente intelectual para predecir la pobreza puede aumentar dramáticamente, hasta en un 61 por ciento para los blancos y un 74 por ciento para los negros. Según los autores, el hallazgo de Herrnstein y Murray de que el CI predice la pobreza mucho mejor que el estatus socioeconómico es sustancialmente el resultado de la forma en que manejaron las estadísticas.
En agosto de 1995, el economista de la Oficina Nacional de Investigación Económica Sanders Korenman y el sociólogo de la Universidad de Harvard Christopher Winship argumentaron que Herrnstein y Murray no manejaron adecuadamente el error de medición. Korenman y Winship concluyeron: "...existe evidencia de sesgo sustancial debido a errores de medición en sus estimaciones de los efectos del estatus socioeconómico de los padres. Además, la medida de Herrnstein y Murray del estatus socioeconómico de los padres (SES) no captura los efectos de elementos importantes del entorno familiar (como la estructura familiar monoparental a los 14 años). Como resultado, su análisis da una impresión exagerada de la importancia del CI en relación con el nivel socioeconómico de los padres y en relación con el entorno familiar en general. Estimaciones basadas sobre una variedad de métodos, incluidos los análisis de hermanos, sugieren que los antecedentes familiares de los padres son al menos tan importantes y pueden ser más importantes que el CI para determinar el éxito socioeconómico en la edad adulta".
En el libro Intelligence, Genes, and Success: Scientists Respond to The Bell Curve, un grupo de científicos sociales y estadistas analiza el vínculo entre la genética y la inteligencia, el concepto de inteligencia, la maleabilidad de la inteligencia y los efectos de la educación, la relación entre la habilidad intelectual, salarios y meritocracia, caminos hacia las desigualdades raciales y étnicas en salud, y la cuestión de la política pública. Este trabajo sostiene que gran parte de la respuesta pública fue polémica y no analizó los detalles de la ciencia y la validez de los argumentos estadísticos que subyacen a las conclusiones del libro.

### Críticas al uso de AFQT
William J. Matthews escribe que parte del análisis de The Bell Curve se basa en el AFQT "que no es una prueba de CI sino que está diseñada para predecir el desempeño de ciertas variables de criterio". El AFQT cubre temas como la trigonometría.
Heckman observó que el AFQT fue diseñado solo para predecir el éxito en las escuelas de entrenamiento militar y que la mayoría de estas pruebas parecen ser pruebas de rendimiento en lugar de pruebas de capacidad, que miden el conocimiento fáctico y no la capacidad pura. Continúa:

Irónicamente, los autores eliminan de su puntuación compuesta AFQT una prueba cronometrada de operaciones numéricas porque no está altamente correlacionada con las otras pruebas. Sin embargo, es bien sabido que, en los datos que utilizan, esta subprueba es el mejor predictor de ganancias de todos los componentes de la prueba AFQT. El hecho de que muchas de las subpruebas tengan una correlación débil entre sí, y de que el mejor predictor de ganancias solo se correlacione débilmente con su puntaje "cargado de g", solo aumenta las dudas de que un modelo de capacidad única sea una descripción satisfactoria de inteligencia. También lleva a casa el punto de que la "carga g" tan enfatizada por Murray y Herrnstein mide solo la concordancia entre las pruebas, no el poder predictivo de los resultados socioeconómicos. Del mismo modo, también se podría argumentar que los autores han sesgado su análisis empírico contra las conclusiones que obtienen al ignorar la prueba con mayor poder predictivo.

Janet Currie y Duncan Thomas presentaron evidencia que sugiere que los puntajes AFQT son probablemente mejores marcadores para los antecedentes familiares que la "inteligencia" en un estudio de 1999:

Herrnstein y Murray informan que, condicionado a la "inteligencia" materna (puntajes AFQT), los puntajes de las pruebas de los niños se ven poco afectados por las variaciones en el estatus socioeconómico. Utilizando los mismos datos, demostramos que su hallazgo es muy frágil.

### Clasificación cognitiva
Charles R. Tittle y Thomas Rotolo encontraron que cuanto más se utilizan los exámenes escritos, similares al de CI, como dispositivos de detección para el acceso ocupacional, más fuerte es la relación entre el coeficiente intelectual y los ingresos. Por lo tanto, en lugar de un CI más alto que conduce a la obtención de estatus porque indica las habilidades necesarias en una sociedad moderna, el CI puede reflejar las mismas habilidades para superar exámenes que se utilizan en los dispositivos de detección artificial mediante los cuales los grupos de estatus protegen sus dominios.
Min-Hsiung Huang y Robert M. Hauser escriben que Herrnstein y Murray proporcionan escasa evidencia de crecimiento en la clasificación cognitiva. Usando datos de la Encuesta Social General, probaron cada una de estas hipótesis usando una prueba corta de habilidad verbal que se administró a aproximadamente 12 500 adultos estadounidenses entre 1974 y 1994; los resultados no respaldaron ninguna de las hipótesis de tendencia planteadas por Herrnstein y Murray. Un gráfico en The Bell Curve pretende mostrar que las personas con un CI superior a 120 se han vuelto "rápidamente más concentradas" en ocupaciones de alto CI desde 1940. Pero Robert Hauser y su colega Min-Hsiung Huang volvieron a probar los datos y obtuvieron estimaciones que disminuyeron "muy por debajo de las de Herrnstein y Murray". Añaden que los datos, correctamente utilizados, "no nos dicen nada, excepto que grupos de ocupaciones seleccionados y altamente educados han crecido rápidamente desde 1940".
En 1972, Noam Chomsky cuestionó la idea de Herrnstein de que la sociedad se estaba desarrollando hacia una meritocracia. Chomsky criticó las suposiciones de que las personas solo buscan ocupaciones basadas en ganancias materiales. Argumentó que Herrnstein no querría convertirse en panadero o leñador, incluso si pudiera ganar más dinero de esa manera. También criticó la suposición de que tal sociedad sería justa con el pago basado en el valor de las contribuciones. Argumentó que debido a que ya existen grandes desigualdades injustas, a menudo se pagará a las personas no en proporción a sus contribuciones a la sociedad, sino en niveles que preserven tales desigualdades.

### Raza e inteligencia
Una parte de la controversia se refería a las partes del libro que trataban sobre las diferencias de los grupos raciales en el CI y las consecuencias de esto. En la prensa popular se informó que los autores argumentaban que estas diferencias de CI son estrictamente genéticas, cuando de hecho atribuyeron diferencias de CI tanto a los genes como al medio ambiente en el capítulo 13: "Nos parece muy probable que tanto los genes como el medio ambiente tengan algo que ver con las diferencias raciales". La introducción al capítulo afirma con más cautela: "El debate sobre si los genes y el entorno tienen que ver con las diferencias étnicas y en qué medida sigue sin resolverse".
Cuando varios críticos destacados convirtieron esto en una "suposición" de que los autores habían atribuido la mayoría o todas las diferencias raciales en el CI a los genes, el coautor Charles Murray respondió citando dos pasajes del libro:
- "Si el lector ahora está convencido de que la explicación genética o ambiental ha ganado la exclusión de la otra, no hemos hecho un trabajo suficientemente bueno al presentar un lado u otro. Nos parece muy probable que tanto los genes como el medio ambiente tiene algo que ver con las diferencias raciales. ¿Cuál podría ser la combinación? Somos decididamente agnósticos en ese tema; por lo que podemos determinar, la evidencia no justifica una estimación". (pág. 311)[35]
- "Si mañana supieras sin lugar a dudas que todas las diferencias cognitivas entre razas son 100 por ciento de origen genético, nada de importancia debería cambiar. El conocimiento no te daría ninguna razón para tratar a las personas de manera diferente que si las diferencias étnicas fueran 100 por ciento medioambiental".[35]

En un artículo elogiando el libro, el economista Thomas Sowell criticó algunos de sus aspectos, incluidos algunos de sus argumentos sobre la raza y la maleabilidad del coeficiente intelectual:

Cuando los grupos de inmigrantes europeos en los Estados Unidos obtuvieron calificaciones por debajo del promedio nacional en las pruebas mentales, obtuvieron las calificaciones más bajas en las partes abstractas de esas pruebas. También lo hicieron los niños montañeros blancos en los Estados Unidos a principios de la década de 1930 ... Curiosamente, Herrnstein y Murray se refieren al "folclore" de que "se pensaba que los judíos y otros grupos de inmigrantes estaban por debajo del promedio en inteligencia". No era ni folklore ni nada tan subjetivo como los pensamientos. Se basó en datos duros, tan duros como cualquier dato de The Bell Curve. Estos grupos obtuvieron repetidamente resultados por debajo del promedio en las pruebas mentales de la era de la Primera Guerra Mundial, tanto en el ejército como en la vida civil. Para los judíos, está claro que las pruebas posteriores mostraron resultados radicalmente diferentes, durante una era en la que había muy pocos matrimonios mixtos para cambiar la composición genética de los judíos estadounidenses.

Rushton (1997) así como Cochran et al. (2005) han argumentado que las primeras pruebas sí respaldan un promedio alto de CI de los judíos asquenazí.
El columnista Bob Herbert, que escribe para The New York Times, describió el libro como "una pieza escabrosa de pornografía racial disfrazada de erudición seria". "El Sr. Murray puede protestar todo lo que quiera", escribió Herbert; "su libro es sólo una forma elegante de llamar nigger a alguien".
En 1996, Stephen Jay Gould publicó una edición revisada y ampliada de su libro de 1981 The Mismeasure of Man, con la intención de refutar más directamente muchas de las afirmaciones de The Bell Curve con respecto a la raza y la inteligencia, y argumentando que la evidencia de la heredabilidad del CI no indicaba un origen genético para agrupar las diferencias de inteligencia. Este libro a su vez ha sido criticado.
El psicólogo David Marks ha sugerido que la prueba ASVAB utilizada en los análisis de The Bell Curve tiene una alta correlación con las medidas de alfabetización, y sostiene que la prueba ASVAB de hecho no es una medida de inteligencia general sino de alfabetización.
Melvin Konner, profesor de antropología y profesor asociado de psiquiatría y neurología en la Universidad Emory, calificó a Bell Curve como un "asalto deliberado a los esfuerzos para mejorar el rendimiento escolar de los afroamericanos":

Este libro presentó pruebas contundentes de que los genes desempeñan un papel en la inteligencia, pero lo relacionó con la afirmación infundada de que los genes explican la pequeña pero constante diferencia entre blanco y negro en el CI. La yuxtaposición de un buen argumento con uno malo pareció motivada políticamente, y pronto aparecieron refutaciones persuasivas. En realidad, los afroamericanos se han destacado en prácticamente todos los entornos enriquecidos en los que se han colocado, en la mayoría de los cuales estaban excluidos anteriormente, y esto solo en la primera o segunda década de oportunidades mejoradas, pero aún no iguales. Es probable que algún día las curvas reales de las dos carreras se superpongan entre sí, pero esto puede requerir décadas de cambios y entornos diferentes para diferentes personas. Las afirmaciones sobre el potencial genético no tienen sentido excepto a la luz de este requisito.

El libro de texto de 2014 Evolutionary Analysis de Herron y Freeman dedicó un capítulo completo a desacreditar lo que denominaron la "falacia de la curva de campana", diciendo que "el argumento de Murray y Herrnstein equivale a poco más que una apelación a la incredulidad personal" y que es un error pensar que la heredabilidad puede decirnos algo sobre las causas de las diferencias entre las medias poblacionales. En referencia a la comparación de los puntajes de CI de los afroamericanos con los europeos, el texto establece que solo un experimento de jardín común, en el que los dos grupos se crían en un entorno típicamente experimentado por los europeos-estadounidenses, permitiría ver si el la diferencia es genética. Este tipo de experimento, rutinario con plantas y animales, no se puede realizar con humanos. Tampoco es posible aproximar este diseño con adopciones en familias de los diferentes grupos, porque los niños serían reconocibles y posiblemente serían tratados de manera diferente. El texto concluye: "No hay forma de evaluar si la genética tiene algo que ver con la diferencia en la puntuación de CI entre grupos étnicos".
En 1995, Noam Chomsky criticó las conclusiones del libro sobre la raza y la idea de que los negros y las personas con un coeficiente intelectual más bajo que tienen más hijos es incluso un problema.
Rutledge M. Dennis sugiere que a través de fragmentos auditivos de obras como el famoso estudio de Jensen sobre la brecha de rendimiento y el libro de Herrnstein y Murray The Bell Curve, los medios de comunicación "pintan una imagen de los negros y otras personas de color como analfabetos biológicos colectivos, no solo intelectualmente inadecuados pero malvados y criminales también", proporcionando así, dice "la lógica y la justificación para aquellos que privarían aún más de sus derechos y excluirían a las minorías raciales y étnicas".
Charles Lane señaló que 17 de los investigadores a cuyo trabajo se hace referencia en el libro también han contribuido a Mankind Quarterly, una revista de antropología fundada en 1960 en Edimburgo, que se ha considerado que apoya la teoría de la superioridad genética de los blancos. David Bartholomew informa la respuesta de Murray como parte de la controversia sobre The Bell Curve. En su epílogo de la edición de 1996 de Free Press de The Bell Curve, Murray respondió que el libro "extrae su evidencia de más de mil académicos" y entre los investigadores mencionados en la lista de Lane "se encuentran algunos de los psicólogos más respetados de nuestro tiempo y que casi todas las fuentes a las que se hace referencia como contaminadas son artículos publicados en las principales revistas especializadas".
The Bell Curve Wars: Race, Intelligence, and the Future of America es una colección de artículos publicados como reacción al libro. Editado por Steven Fraser, los escritores de estos ensayos no tienen un punto de vista específico sobre el contenido de The Bell Curve, pero expresan sus propias críticas de varios aspectos del libro, incluidos los métodos de investigación utilizados, los supuestos sesgos ocultos en la investigación y las políticas sugeridas como resultado de las conclusiones extraídas por los autores. Fraser escribe que "al examinar las notas al pie de página y la bibliografía en The Bell Curve, los lectores pueden reconocer más fácilmente el proyecto por lo que es: una fría síntesis del trabajo de teóricos raciales de mala reputación y eugenistas excéntricos".

#### Denuncias deracismo científico
Dado que el libro proporcionó datos estadísticos que afirmaban que los negros eran, en promedio, menos inteligentes que los blancos, algunas personas han temido que los extremistas pudieran utilizar The Bell Curve para justificar el genocidio y los crímenes de odio. Gran parte del trabajo al que hace referencia The Bell Curve fue financiado por el Pioneer Fund, que tiene como objetivo promover el estudio científico de la herencia y las diferencias humanas, y ha sido acusado de promover el racismo científico. Murray criticó la caracterización del Pioneer Fund como una organización racista, argumentando que tiene tanta relación con su fundador como "Henry Ford y la Fundación Ford actual".
El biólogo evolucionista Joseph L. Graves describió The Bell Curve como un ejemplo de ciencia racista, que contiene todos los tipos de errores en la aplicación del método científico que han caracterizado la historia del racismo científico:
1. Afirmaciones que no están respaldadas por los datos proporcionados
2. Errores de cálculo que invariablemente apoyan la hipótesis
3. No hay mención de datos que contradigan la hipótesis
4. No hay mención de teorías y datos que entren en conflicto con los supuestos básicos
5. Recomendaciones de política audaces que son coherentes con las defendidas por los racistas.[57]

Eric Siegel escribió en el blog de Scientific American que el libro "respalda el prejuicio en virtud de lo que no dice. En ninguna parte el libro aborda por qué investiga las diferencias raciales en el CI. Al no explicar nunca una razón para informar sobre estas diferencias en la primera lugar, los autores transmiten una conclusión tácita pero inequívoca: la raza es un indicador útil de si es probable que una persona posea ciertas capacidades. Incluso si asumimos que las tendencias de los datos presentados son correctas, el libro deja al lector solo para deducir cuál es la mejor manera de utilizar estos conocimientos. El efecto neto es condonar tácitamente el prejuicio de los individuos basado en la raza". De manera similar, Howard Gardner acusó a los autores de participar en una "política académica del borde del abismo", argumentando que "Ya sea en relación con una cuestión de la ciencia, la política o la retórica, los autores se acercan peligrosamente a adoptar las posiciones más extremas, pero al final evitan hacerlo ... La política arriesgada de los eruditos anima al lector a sacar las conclusiones más sólidas, al tiempo que permite a los autores desautorizar esta intención".

## Otras lecturas
- Devlin B, Daniels M; Roeder K (julio de 1997). «The heritability of IQ». Nature 388 (6641): 468-471. Bibcode:1997Natur.388..468D. PMID 9242404. doi:10.1038/41319.
- Dickens WT; Flynn JR (abril de 2001). «Heritability estimates versus large environmental effects: the IQ paradox resolved». Psychol Rev 108 (2): 346-369. PMID 11381833. doi:10.1037/0033-295X.108.2.346.
- Doherty, Brian (2008). «Murray, Charles (1943–)».  En Hamowy, Ronald, ed. The Encyclopedia of Libertarianism. Thousand Oaks, CA: SAGE; Instituto Cato. pp. 344-345. ISBN 978-1-4129-6580-4. LCCN 2008009151. OCLC 750831024. doi:10.4135/9781412965811.n211.
- Lynn, Richard (2002). IQ and the Wealth of Nations. Praeger. ISBN 978-0-275-97510-4.
- Sarich, Vincent M. (2004). Race: The Reality of Human Difference. Basic Books. ISBN 978-0-8133-4086-9.
- Tucker, William H. (10 de diciembre de 2014) [publicado originalmente en 2002]. The funding of scientific racism: Wickliffe Draper and the Pioneer Fund. University of Illinois Press. ISBN 978-0-252-07463-9.

### Respuestas aThe Bell Curve
- La crítica de James Heckman a las técnicas estadísticas de Murray y Herrnstein
- «American Psychological Association 1996 statement on issues raised by The Bell Curve» (enlace roto disponible en este archivo).
- Pieza de opinión llamada "Mainstream Science on Intelligence" The Wall Street Journal, 13 de diciembre de 1994, p. A18
- "Revisiting the Bell Curve" Un artículo de Alan Reifman.
- Rothbard, Murray N. (diciembre de 1994). «Race! That Murray Book». The Rothbard-Rockwell Report.
- Fairness and Accuracy in Reporting, Racism Resurgent: How Media Let The Bell Curve's Pseudo-Science Define the Agenda on Race
- Análisis crítico de la metodología estadística de Bell Curve
- Ganador del premio nobel James Heckman, "Lessons from the Bell Curve", Journal of Political Economy, octubre de 1995.

- Datos: Q575800